# Heinrich Brandt
Heinrich Brandt (Feudingen, Bad Laasphe, 8 de novembro de 1886 — Halle an der Saale, 9 de outubro de 1954) foi um matemático alemão. Desenvolveu o conceito de Grupoide em 1926.